# Барменвил
Барменвил (фр. Barmainville) насеље је и општина у централној Француској у региону Центар (регион), у департману Ер и Лоар која припада префектури Шартр.
По подацима из 2011. године у општини је живело 127 становника, а густина насељености је износила 19,91 становника/km². Општина се простире на површини од 6,38 km². Налази се на средњој надморској висини од 136 метара (максималној 144 m, а минималној 134 m).

## Демографија
| 1962. | 1968. | 1975. | 1982. | 1990. | 1999. | 2011. |
| ----- | ----- | ----- | ----- | ----- | ----- | ----- |
| 109   | 118   | 108   | 101   | 89    | 107   | 127   |

График промене броја становника у току последњих година